# ラフ・コリー
ラフ・コリー（英：Rough Collie）は、イギリスのスコットランド原産の牧羊犬種である。スムース・コリーと合わせてスコッチ・コリー（英：Scotch Collie）とも言う。また、コリーの名の付く犬種は複数存在するが、現代においては、本種がその中でも特に人気があり、飼育頭数も多いため、単にコリーと呼ばれることも多い。また、シェットランドシープドッグとは外観的特徴は似ているが体格は大型犬に属し神経質なシェットランドシープドッグと比較して穏やかな気性も大きく違う。

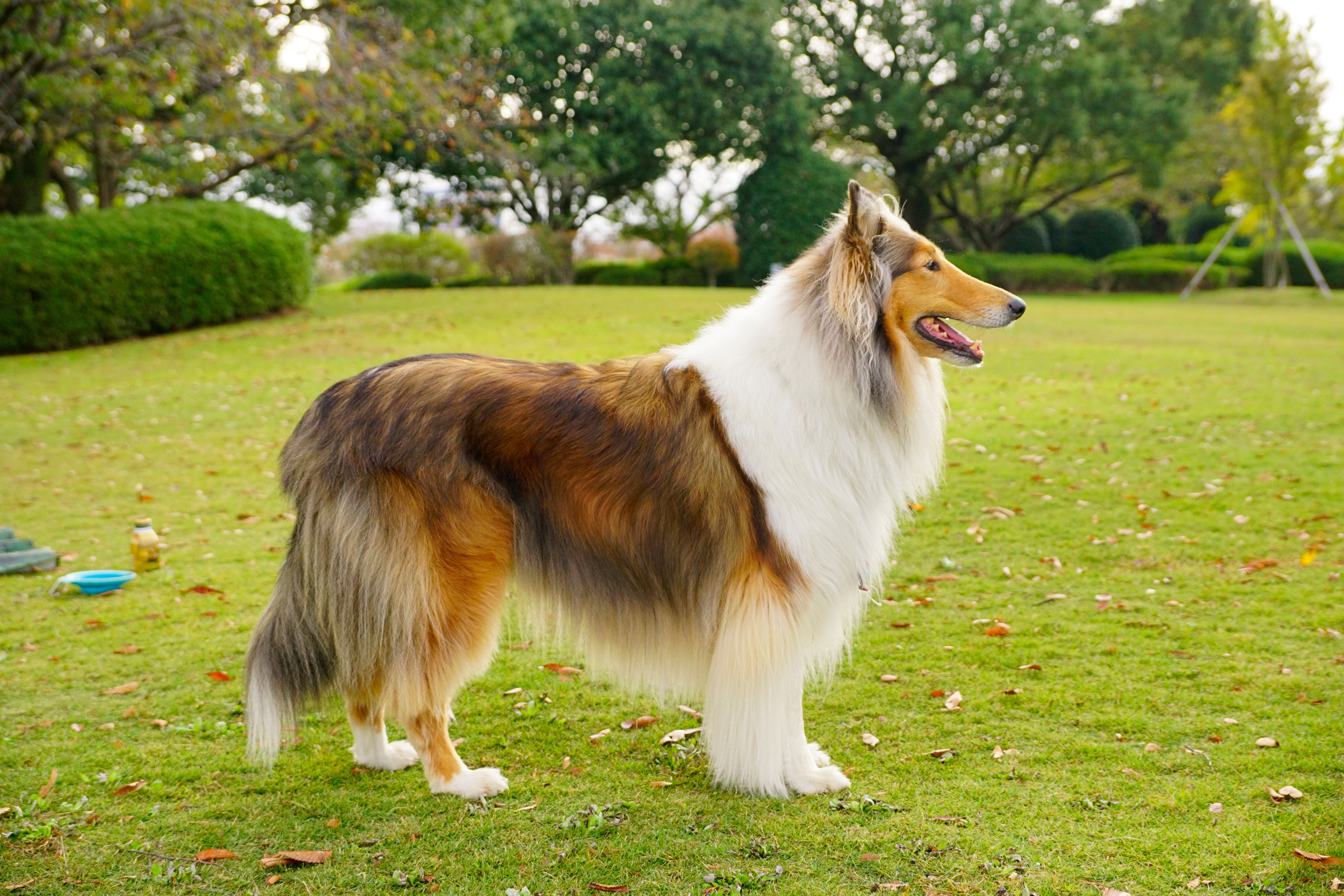
セーブルカラーのラフ・コリー

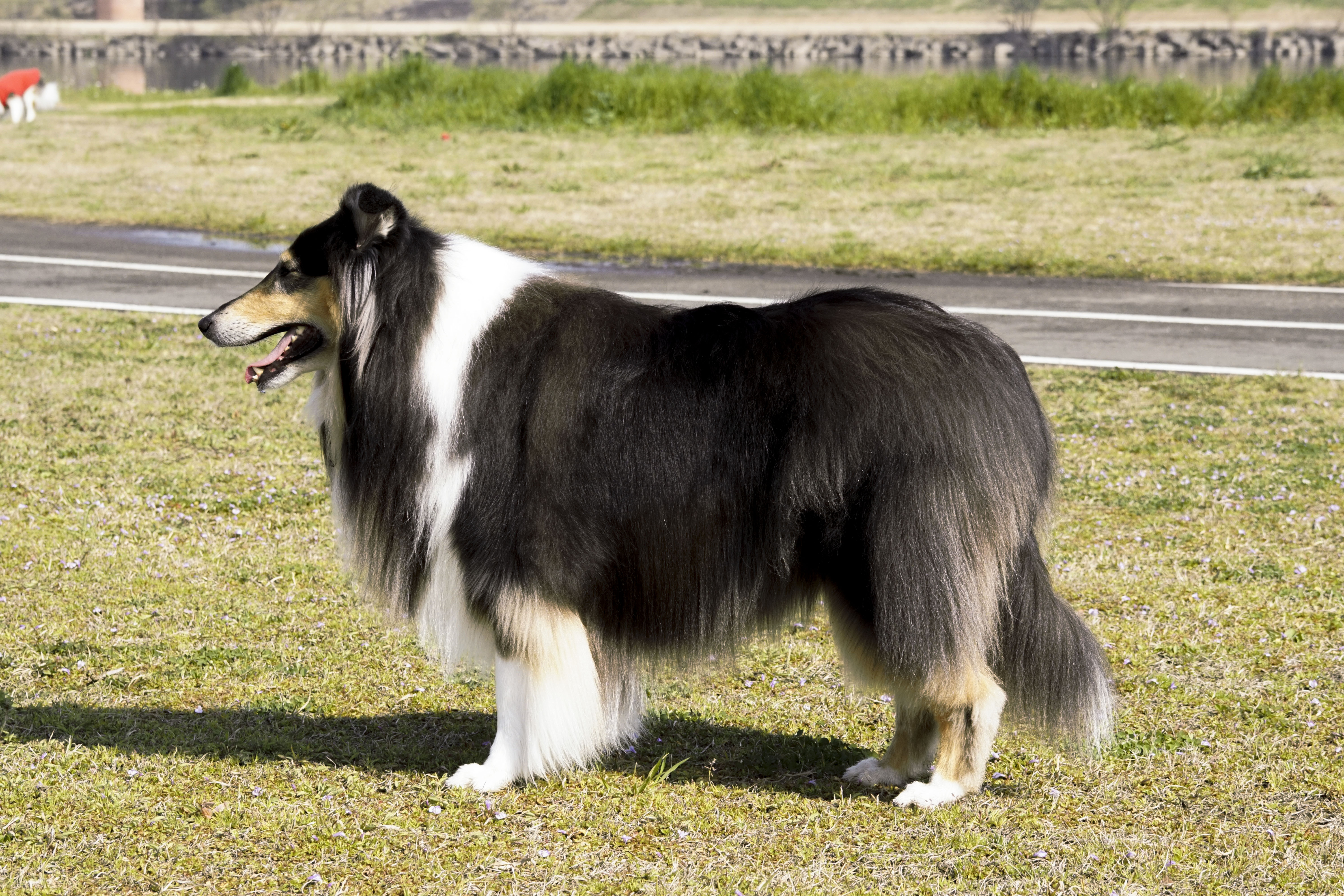
トライカラーのラフ・コリー

## 歴史
2000年前にローマ人が原産地にもたらした牧羊犬を先祖とすると言われている。イングランド北部からスコットランドの地域において、作業犬として使われ、牧羊犬として羊の誘導を行うだけでなく、時には水難救助犬として泳いで人を助けるのにも使われていたという記録も残されている。19世紀には、これらのコリー犬に、毛の長いラフ・コリーと、短いスムース・コリーがいたことが知られている。
1860年代にはスムース・コリーがヴィクトリア女王に愛されたため、兄弟種として人気が出て、スムース・コリーはイングリッシュ・グレイハウンドを、ラフ・コリーはボルゾイをそれぞれ交配させ、両犬種は現在のマズルや脚が長い洗練された姿に改良された。その後ラフ・コリーは牧羊犬としてだけでなく、上流貴族のペットとしても愛されるようになり、2度の世界大戦の被害を受けることなく生き残ることができた。
20世紀には映画化・テレビドラマ化された小説「名犬ラッシー」が世界的にヒットしたため、本犬種の知名度は急上昇して人気を博した。現在このラッシーフィーバーは沈静化したものの、世界的な人気はいまだ衰えを知らない。
ラフ・コリーは日本でも人気のある犬種で、小型犬種には敵わないものの安定した人気を保っている。毎年国内登録があり、2021年度のJKC国内登録頭数順位も126犬種中49位となっているが、2020年代近年はショーブリーダー等の高齢化による引退などを伴い入手先が減少傾向にある。取引価格は概ね10～20万円程度の値段とされている。

## 特徴
マズル・脚が長く、たっぷりとしたロングコートを持つ。毛色はセーブル・アンド・ホワイトやトライカラー及びブルーマールの3色が認められている。半垂れ耳（セミクリップイヤ）、ふさふさしたサーベル形の垂れ尾を持つ。体高は雄61～66cm、雌56～61cmで体重は雄27～34kg、雌22～29kgの大型犬。性格は親しみやすく、神経質だったり攻撃的な面はない。友好的なため初心者でも飼育しやすい犬種である。遺伝的には心臓病にかかりやすく、またコリー眼異常(英: Collie eye anomaly)と呼ばれる両側性眼疾患も見られ、失明を引き起こすこともある。

## ギャラリー

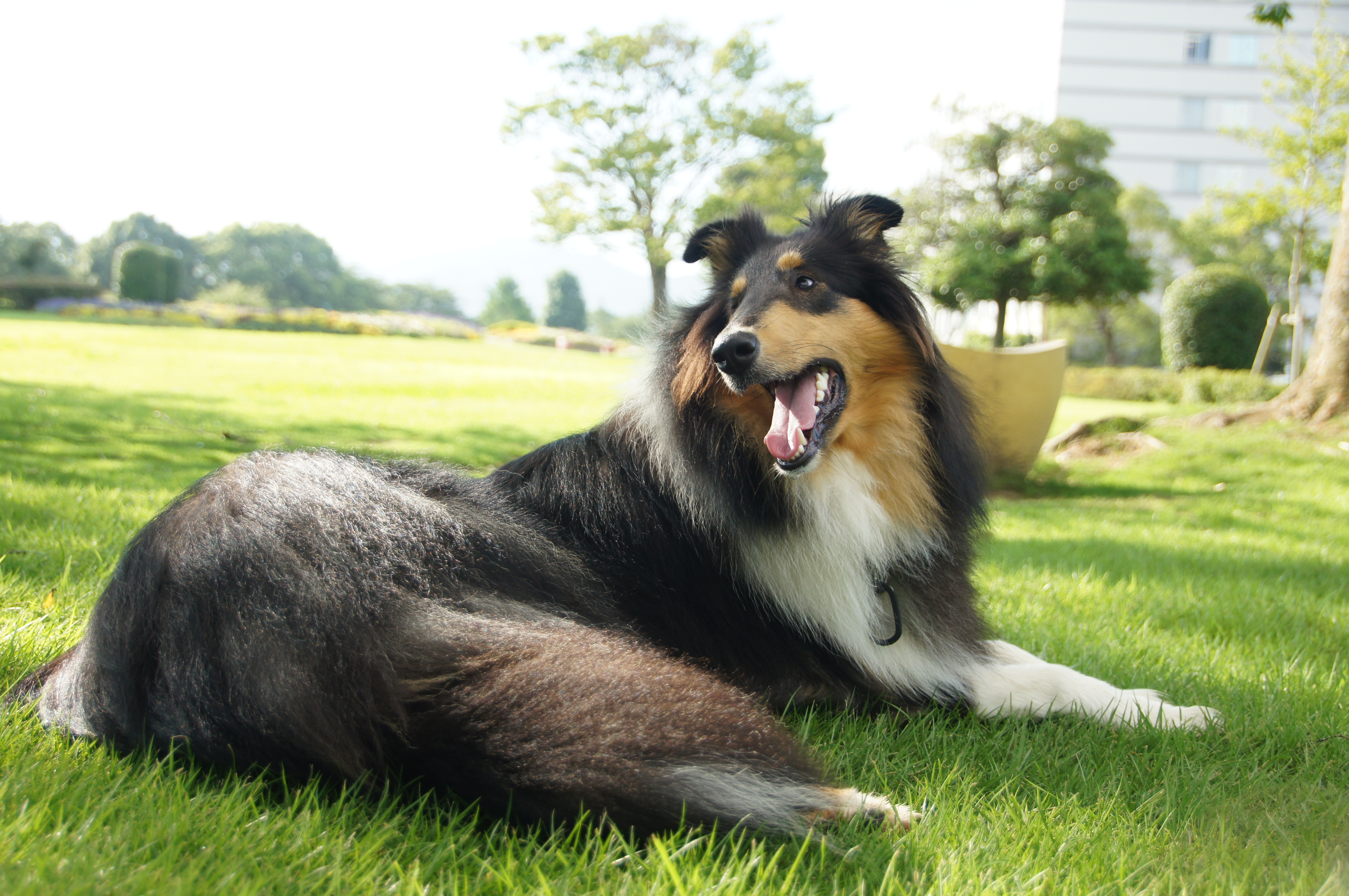
トライカラー
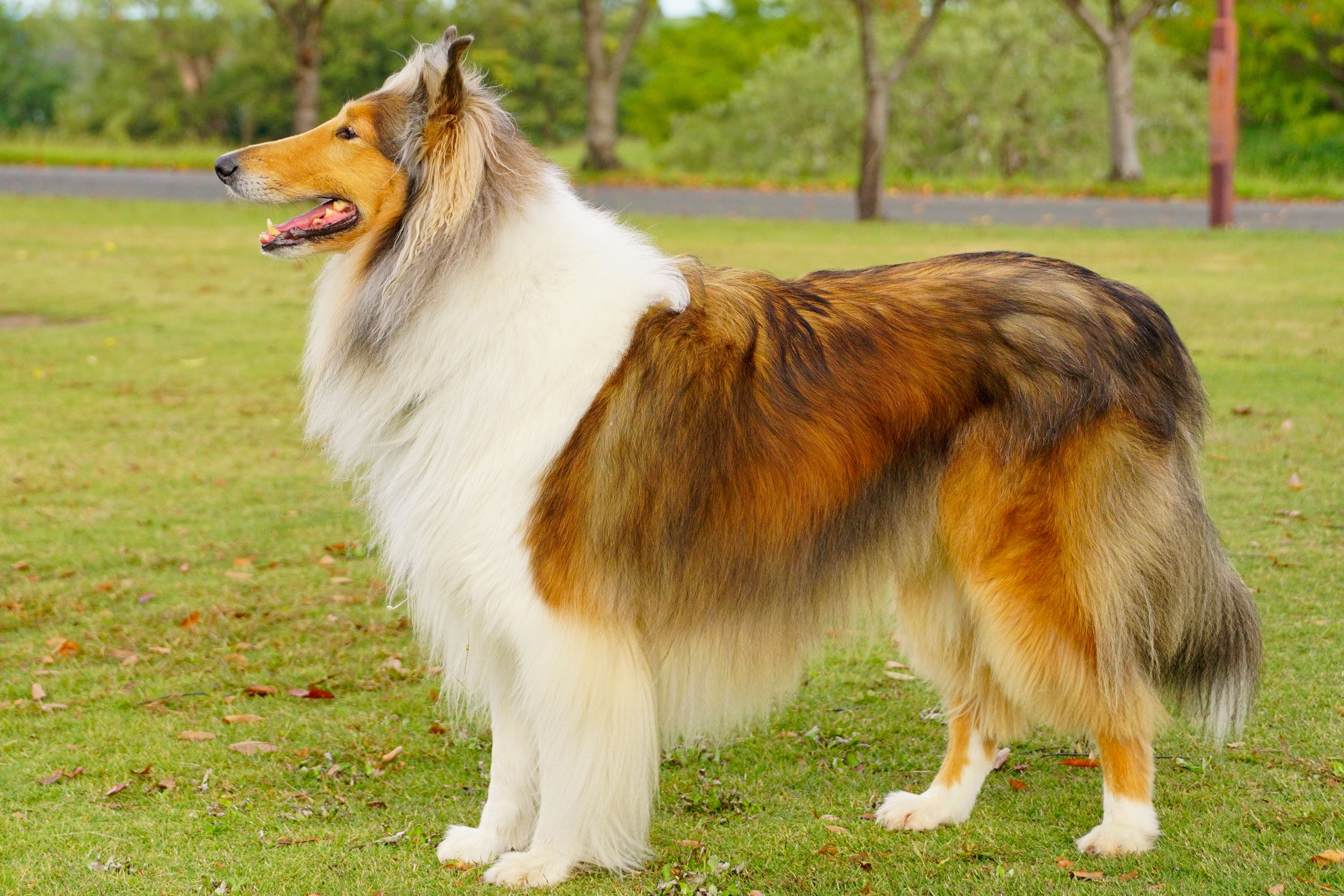
セーブルカラー
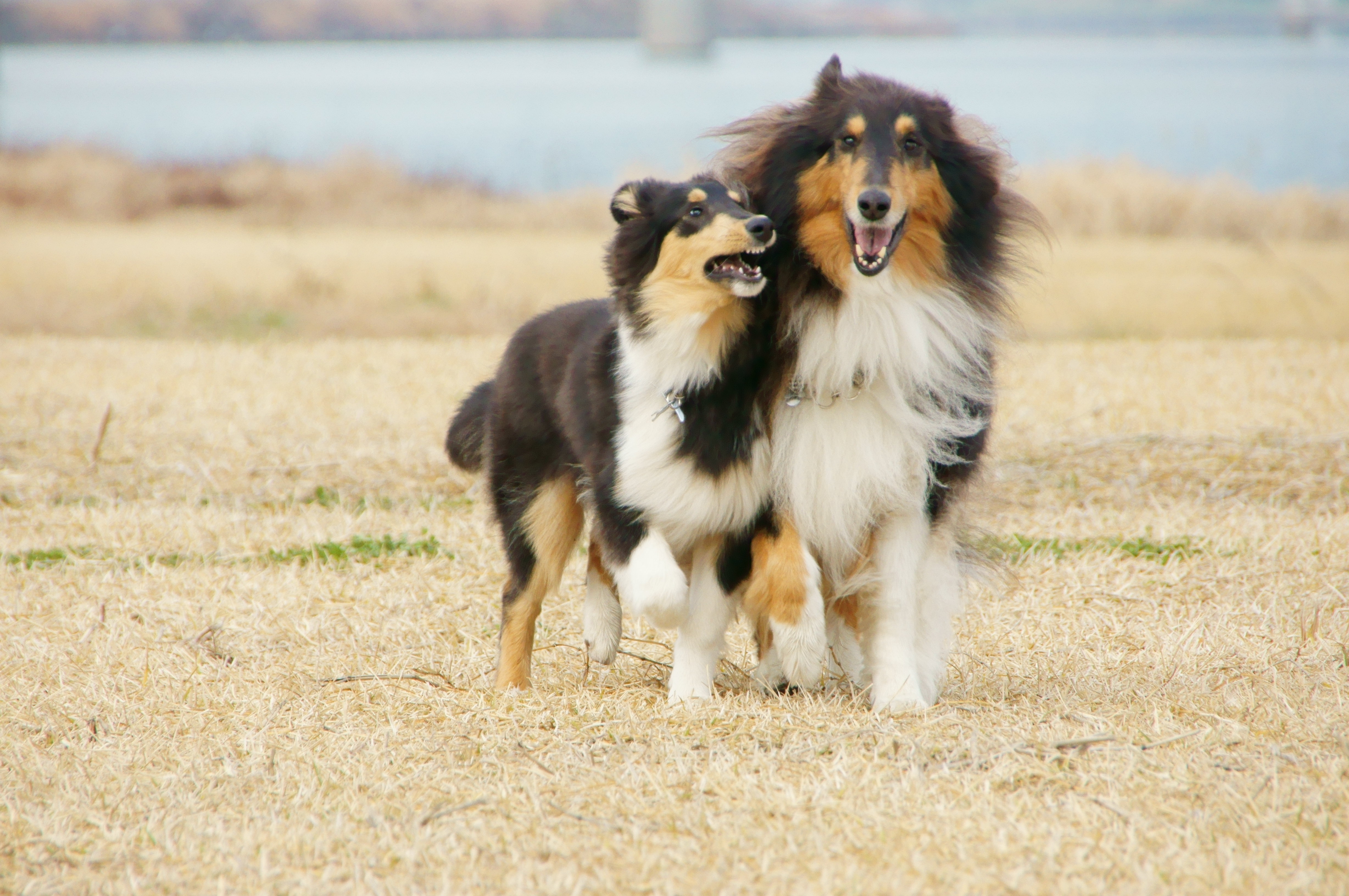
ラフ・コリーの親子
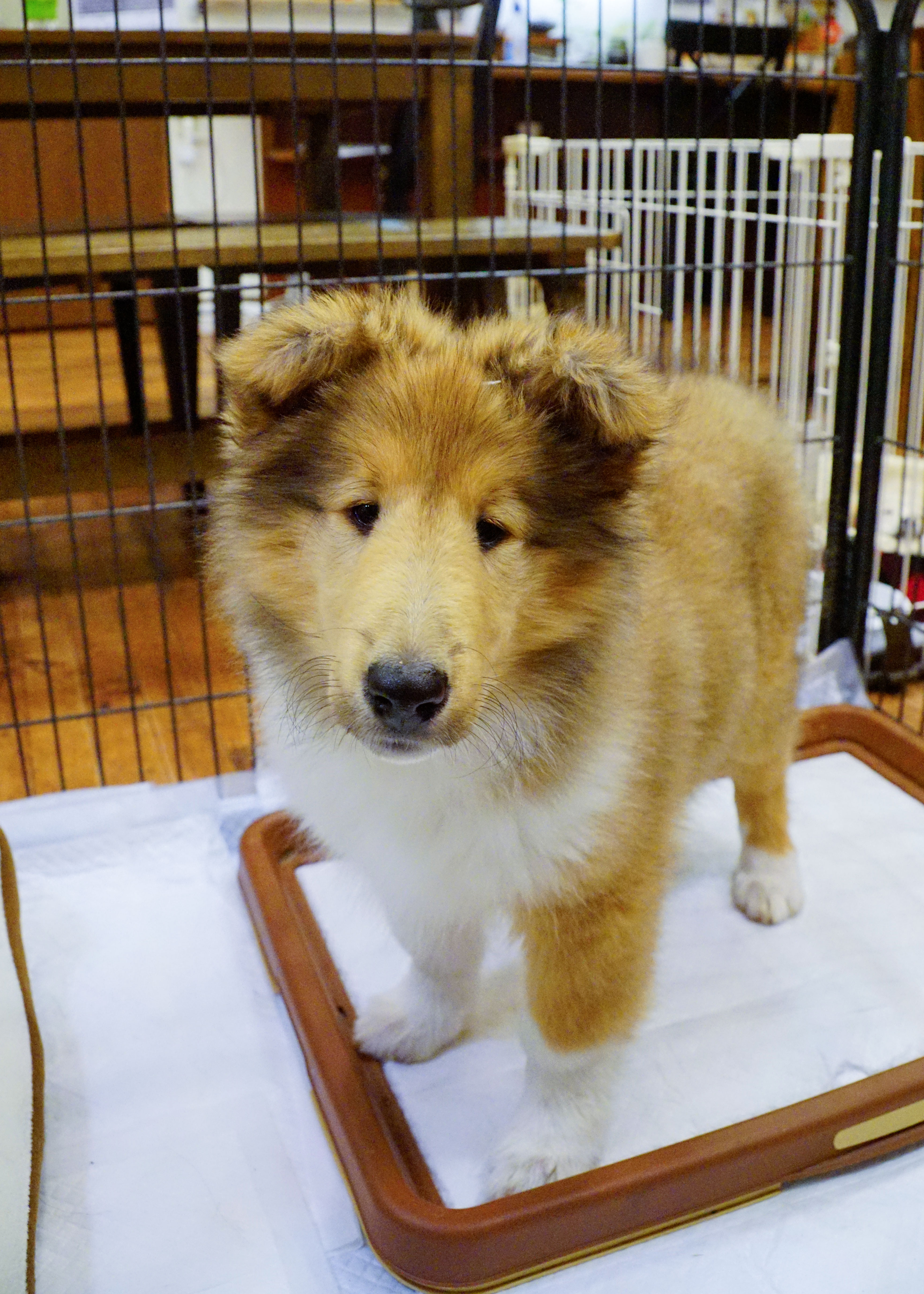
ラフ・コリーの仔犬（生後2カ月半）
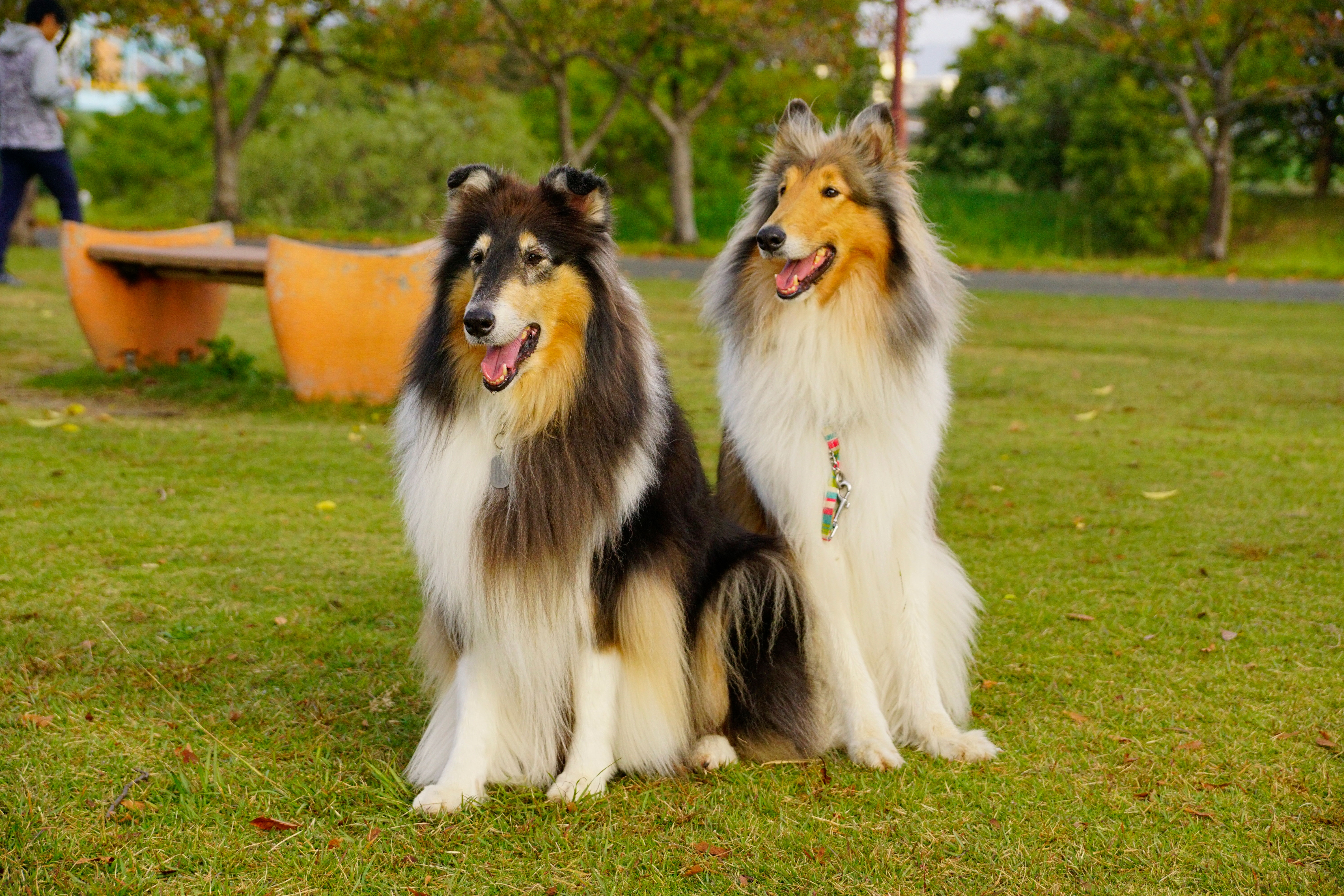
セーブルとトライカラー
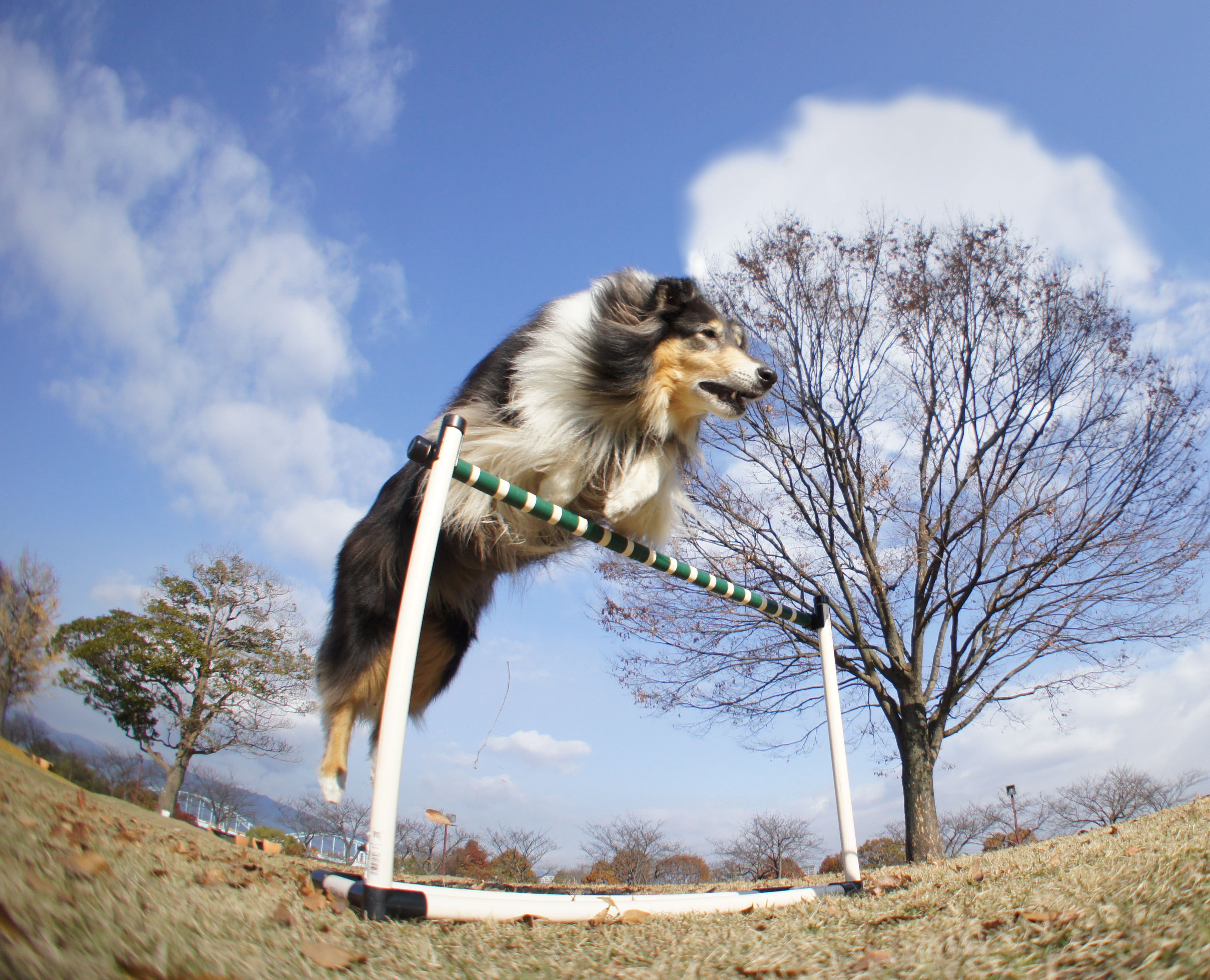
飛越するラフ・コリー

## 参考
- 『犬のカタログ2004』（学研）中島眞理 監督･写真

- 『日本と世界の愛犬図鑑2007』（辰巳出版）佐草一優監修

- 『デズモンド・モリスの犬種事典』（誠文堂新光社）デズモンド・モリス著書、福山英也、大木卓訳 誠文堂新光社、2007年

- 『日本と世界の愛犬図鑑2009』（辰巳出版）藤原尚太郎編･著